# Адинол

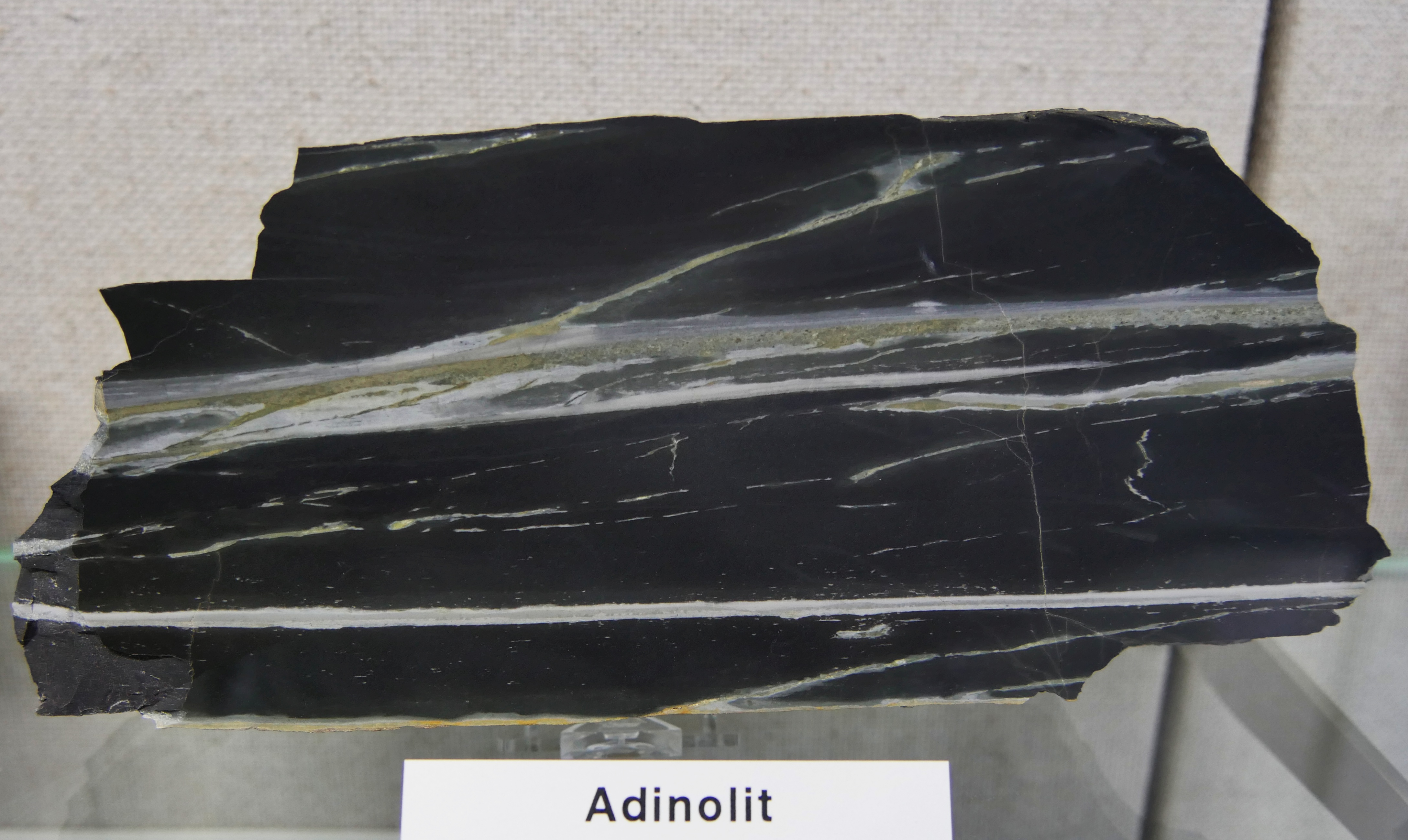
Адиноліт з діабазового кар'єру Хунеберг у горах Гарц

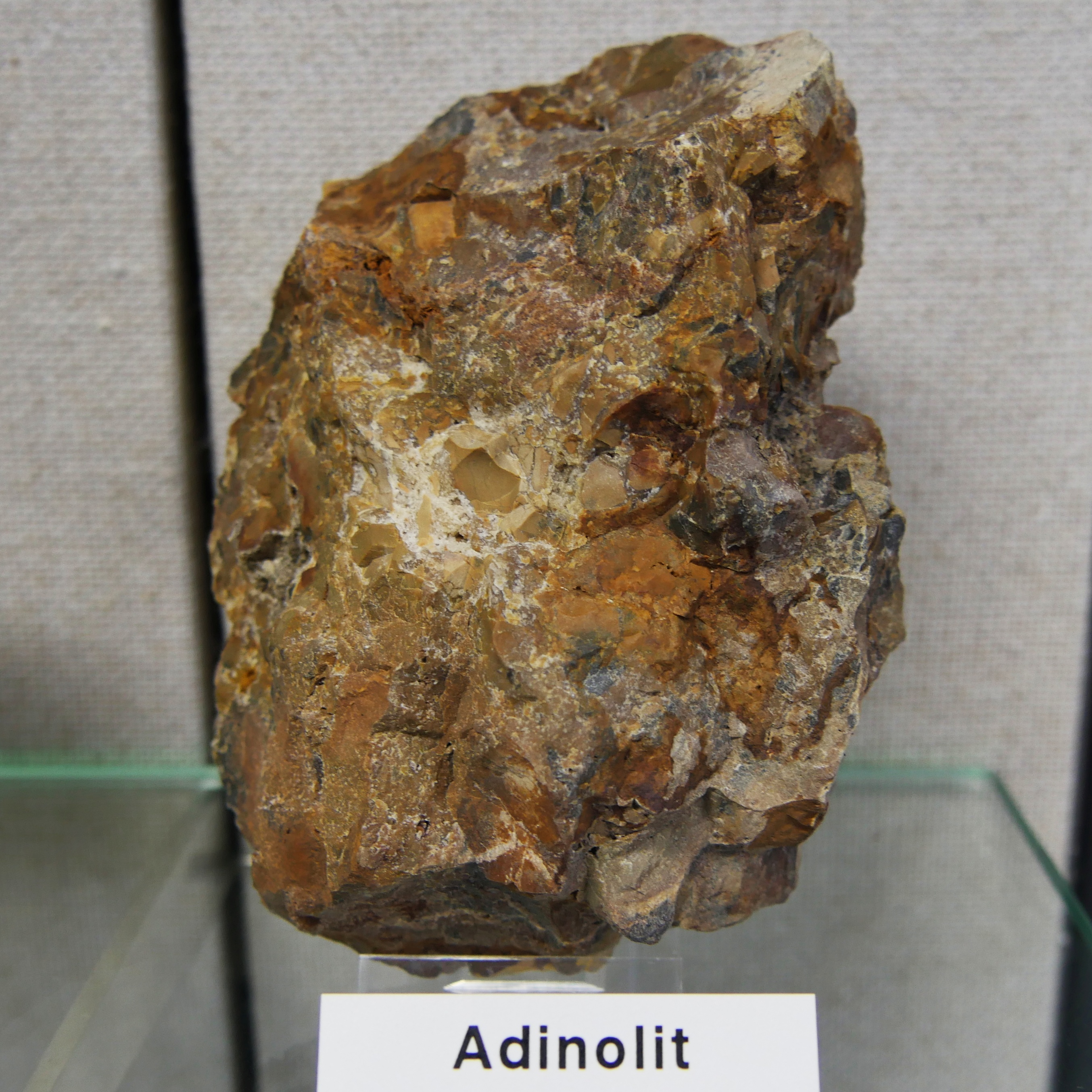
Адиноліт з Бад-Лінда у регіоні Фогтланд (обидва експонуються в Мінералогічному музеї Вюрцбурга)

Адино́л — компактна, дрібнозерниста метасоматична порода, багата на альбіт. Має осколковий злам, часто з тонкою смугастістю через чергування сірих, зелених або червонуватих прошарків різної інтенсивності кольору. Складається з дрібнозернистої або дуже дрібнозернистої мозаїки альбіту і підпорядкованого йому кварцу з незначними домішками інших компонентів.
За хімічним складом містить до 10 % за вагою соди. Вважається, що адинолізація є Na-метасоматичним процесом, пов'язаним з інтрузією мафічних магматичних порід у пелітові породи.
Різновид альбітиту.